# 1511년

## 연호
- 명(明) 정덕(正德) 6년
- 일본(日本) 에이쇼(永正) 8년
- 후 레 왕조(後黎朝) 홍투언(洪順) 3년

## 기년
- 류큐(琉球) 쇼신왕(尚真王) 35년
- 명(明) 무종 정덕제(武宗 正德帝) 6년
- 조선(朝鮮) 중종(中宗) 6년
- 후 레 왕조(後黎朝) 양익제(襄翼帝) 3년

## 사건
- 8월 11일 - 에스파냐, 멕시코 정복
- 포루투갈, 말라카 점령

## 탄생
- 7월 2일 - 조선 중기의 무신, 이순신의 아버지 이정. (~1583년)
- 7월 30일 - 이탈리아 조각가, 건축가 조르조 바사리. (~1574년)
- 9월 29일 - 에스파냐의 의학자이자 신학자 미카엘 세르베투스. (~1553년)